# حق ميت (مسلسل)
حق ميت مسلسل مصري عرض في رمضان 2015 في إطار من التشويق والإثارة، يتعرض شاب بريء لظلم بين في حياته وستتبعها عدد من المشاكل والمنغصات، وهو ما يدفع هذا الشاب للتحول شيئًا فشيئًا من شاب مستقيم إلى شخص يحاول بقدر الإمكان أن يضع حدًا للظلم الذي وقع عليه، وأن يتحلى بالقوة لكي يقوم بمواجهة حاسمة مع الواقع الأليم.

## طاقم العمل

### ممثلين
| - أحمد عبد العزيز: اللواء عادل هلال - إيمي سمير غانم: حنين - حسن الرداد: نادر مصطفى كمال - هادي الجيار: شاكر - محمد سلام: أشرف - أحمد صيام: الدكتور محيي إبراهيم - علاء قوقه: حسام - إسلام نجيب: نادر - رمزي لينر: أمجد الشامي طليق نهال - ناندا محمد: نسرين - عفاف رشاد: ناهد | - سيد صادق: الحاج لطفي - ولاء الشريف: جيهان بنت خالة نادر - إبراهيم السمان: زياد - إسلام حافظ: أيمن - وائل عبد العزيز - رانيا شاهين: سها - محمد يونس: عمر - وائل علي: محسن - إنجي أباظة: ليلى - محمد أبو الوفا: صاحب القناة الفضائية | - ناجي سعد: د. سالم جودت - مصطفى درويش: نوح - سامح بسيوني - ناصر شاهين: طبيب اللواء - ياسر الزنكلوني: شاهين بالسجن - دعاء سيف الدين: ضحى - سمر جابر: دينا - محمد رمزي - أشرف زكي: رجب الدمنهوري - سلوى محمد علي: عواطف | - مادلين طبر: عزة كامل - كمال سليمان: مهدي عصفور - صبري عبد المنعم: مفيد والد نهال - فهمي الخولي: مدير الأمن - سليمان عيد: هاشم علي هنداوي - علاء زينهم: حمدي - جمال يوسف: إيهاب ضابط القسم - دلال عبد العزيز: منيرة - صبا مبارك: الإعلامية نهال مفيد |

بالاشتراك مع
| - لمياء كرم: هويدا - أماني كمال: مروة زوجة سالم - ياسر عزت - رانيا البدوي - محمد عطية - أسامة فوزي - جمال حجازي - أحمد شيحة - طارق والي: وكيل النيابة - محمد الشرقاوي - أشرف علام - نفرتاري - سارة الحديدي - عصام ابراهيم: زبون - محمد شريف منير | - إبراهيم القاضي - عادل هلال: حافظ بك - أحمد فهيم - مجدي توفيق - أحمد فرغلي - عماد مجاهد - اشرف الغنام - محمد دياب - إلهام عبد البديع: عبير - ياسر جودة - حازم فؤاد - سامر المنياوي - محمد كيوي - داليا ياسين - مجدي الجندي - أماني غانم | - شريف محسن: أحمد المراسيل - أشرف يوسف - إبراهيم أبو عوف: العسكري بمكتب عادل هلال - عصام مصباح - محسن مبارك - ياسمين عادل - مصطفى القرعاني - روضة خميس - رضوى خالد: إبنة هاشم وعواطف - شريف مجدي: هيثم - ناني سعد الدين: خادمة نهال مفيد - محمد عبد الله - ممدوح سالم - سمير كامل: المعلم الدكش - طارق صلاح - فرح محمد | - هيثم صلاح - محمد العربي - سامي سالم - اشرف خاطر - احمد زكى - عبير علي - جمال حمدان - حنان فايز - مي جمال - ماينار - بدوي - محمد دسوقي - أحمد محب - عصام الغنام - سمير عبد الرحيم: المأذون - طارق سليمان: دكتور توليد |

### إداريون
| - باهر دويدار: مؤلف - فاضل الجارحي: مخرج - وحيد محب: مخرج منفذ - رفيق مكرم: مساعد مخرج - إكرامي الطيب: مساعد أول إخراج - يوسف لبيب: مدير التصوير - نادية حسن: مونتيرة - إسلام سليمان: مونتير مساعد - أحمد سليمان: مكساج | - بركات عبد الستار: مهندس الصوت - محمد عادل: مدير إدارة الإنتاج - مينا عدلي: مدير إدارة الإنتاج - ريمون رمسيس: منتج فني - محمد سمير: منتج - محمد عبد الحميد: منتج - قطاع الإنتاج - اتحاد الإذاعة والتلفزيون ج.م.ع: منتج - وائل علي: منتج - فيردي للإنتاج الفني: الشركة المنتجة | - مي جلال:ستايلست - رفعت عبد الحكيم: منفذ ملابس - إيهاب محروس - رعد خلف: الموسيقى التصويرية - عمرو عاصم: مصمم الإعلان - محمد مراد: مهندس ديكور - أحمد عزب: مهندس ديكور - جميل الجندي: شؤون ممثلين |

## قنوات العرض
تم تسويق المسلسل إل 10 قنوات عربية لعرضه في رمضان 1436 وهذه القنوات هي:
- شبكة تليفزيون الحياة
- القاهرة والناس
- شبكة تليفزيون المحور
- بانوراما دراما
- شبكة تليفزيون النهار